# 엔케이
엔케이는 고압가스 용기생산 부문, 선박용 소화장치, 밸러스트 수처리장치 등 조선기자재생산 부문 및 플랜트사업 부문의 사업을 수행하는 대한민국의 중소기업이다.

## 역사
1980년 1월 남양금속공업사로 설립하였고 1984년 8월 남양산업(주)로 법인전환하였다, 1991년 6월 부설 남양기술연구소를 설립했고, 1997년 10월 오산공장을 신설하였으며, 1998년 11월 지금의 명칭인 (주)엔케이로 상호를 변경했다. 1999년 5월 (주)남양키데를 흡수 합병했고, 2001년 11월에 기술혁신형중소기업(inno-biz)으로 선정되었다. 2008년 1월 유가증권시장에 상장하였다.

## 사업 내용
1. 고압가스 용기생산 부문
2. 환경장치 및 조선기자재 생산 부문: 선박용 소화장치, 밸러스트 수처리장치, 헬리덱(Helideck) 생산 등
3. 플랜트 사업 부문: 육상 원자력, 화력 및 기타 발전설비의 소방설비 생산 및 EPC 사업 수행, Offshore Plant 기자재 EPC 사업 수행 등

## 자회사 및 관계사
계열회사로는 (주)엔케이텍, (주)이엔케이, 더세이프티(주), NK USA INC, NUTECH O3 INC, ENK TENOFOUR LLC, META ENE LIMITED, 주식회사 참좋은 등이 있다.